# Landskab (Sønderjylland)
Landskaberne var ved siden af amterne en administrativ instans i Hertugdømmet Slesvig. Landskaberne stod på en anden måde overfor hertugen eller kongen. De enkelte områder blev ledet af et bonderåd, som blev valgt lokalt blandt de større bønder. Dette råd repræsenterede landskabet over for hertugen eller kongen. I stedet for individuelle afgifter betalte de en kollektiv afgift. Efter reformationen blev den lokale selvbestemmelse i landskaberne dog svækket.
Landskaberne i Sønderjylland var Ejdersted (Landskabet Ejdersted), Nordstrand, Femern og Helgoland (indtil 1807), men også Før, Sild, Stabelholm og de to marskherreder Viding og Bøking havde karakter af landskaber. Landskabernes embedsmænd kaldtes for landfoged og på Ejdersted for staller og overstaller. 